# Сахалин
Сахалин (на руски: Сахалин; на японски: 樺太, Карафуто) е голям остров, владение на Русия, съставна част на Сахалинска област. Сахалин е най-големият руски остров и 23-ти по големина остров в света.

## Географска характеристика

### Географско положение, граници, големина
Островът е разположен покрай източния бряг на Азия, от която го отделят протоците Татарски, ширината на който в най-тясната си част (протока Невелски) е 7,3 km, а на юг протокът Лаперуз го отделя от японския остров Хокайдо. Сахалин е разтегнат по меридиана от нос Крильон 45°50' с.ш. на юг до нос Елисавета 54°24' с.ш. на север на протежение от 948 km при средна ширина около 100 km – максимална 160 km, минимална 27 km (провлака Поясок). На северозапад, север, изток и югоизток се мие от водите на Охотско море, а на югозапад и запад – от водите на Японско море.

### Брегова линия
Бреговата линия на острова е слабо разчленена. Големите заливи Анива и Търпение са разположени в южната и средната му част и са широко отворени на юг. Има четири по-големи полуострова: Шмидт на север, Търпение на изток, Тонино-Анивски на югоизток и Крильонски на юг. Планинските брегови участъци са праволинейни и стръмни, а ниски заблатени брегове са разположени по краищата на низините и са изпъстрени с множество коси и лагуни.

### Геоложки строеж, полезни изкопаеми
В геоложко отношение остров Сахалин е част от Тихоокенския геосинклинален пояс. В структурата на острова се открояват две меридионални антиклинали – Източносахалинска и Западносахалинска, разделени от Централносахалинската синклинала. В ядрото на Източносахалинската антиклинала се откриват палеозойски скали, а в ядрото на Западносахалинската антиклинала – горнокредни скали. Централносахалинскита синклинала е изградена от неогенови наслаги. Силната сеизмичност на острова свидетелства за продължаващите планинообразуващи процеси.
От полезните изкопаеми на първо място по промишлено значение заемат находищата на нефт, газ и въглища. Находищата на нефт и газ са разположени в неогеновите наслаги в северната част на острова (Ехабинско, Катанглийско и др.), а находищата на въглища са свързани с палеогенските наслаги, към които са приобщени различни видове въглища (Вахрушевско, Новиковско и др.). Разработват се и находища на злато (Латгерийски район), живак и платина.

### Релеф
Релефът на острова е представен от средновисоки планини, хълмисти участъци и низинни равнини, най-голяма от които е Северосахалинската равнина, заемаща северната част на острова, с изключение на полуостров Шмидт. Крайбрежните територии са заети от заблатени низини, за които са характерни древни морски тераси и брегови валове. В южната част на острова се простират междупланински широки долини (долове) Тим-Поронайски дол и Сусунайски дол, дъната на които са плоски и равни, а склоновете – хълмисто терасирани. На запад от Тим-Поронайския дол и на юг чак до нос Крильон, покрай Татарския проток се простират Западносахалинските планини с връх Журавльов 1325 m. На изток от Тим-Поронайския дол, покрай брега на Охотско море са разположени Източносахалинските планини (връх Лопатин 1609 m). Източно от Сусунайския дол, от север на юг се простира Сусунайския хребет (връх Чехов 1047 m), югоизточно от него се намира Муравьовската низина, която на юг завършва с Тонино-Анивския хребет (връх Крузенщерн 670 m). В крайната северна част на Сахалин е разположен полуостров Шмидт, на който се издигат два ниски хребета – Източен и Западен, разделени от меридионално понижение. В масива Три братя в Източния хребет се издига връх Първи брат 623 m.
Сѐверосахалѝнската равнина е ниската равнина, заемаща северната част на остров.

### Климат
Климатът е умерен, мусонен, характеризиращ се със студена, по-влажна отколкото на континента, зима и прохладно и дъждовно лято. Охлаждащото въздействие на сибирския континентален мусон през зимата и студените води на Охотско море през лятото придават на климата по-голяма суровост, различна от тези географски ширини. Със зимните циклони са свързани силните виелици и снегонавявания. Незамръзващите участъци на Охотско море и Татарския проток малко смекчават и овлажняват студения зимен мусон. Летния мусон донася на острова влажен океански въздух, който обуславя летния максимум на валежите. Източните брегове на острова са по-студени от западните в резултат от въздействието на морските течения – студеното Сахалинско течение на изток и топлото Цушимско течение на югозапад. Средната януарска температура на острова варира от -6,2 °C до -12 °C на юг до -17,7 °C – -24,5 °C на север. Зимата продължава 5 – 7 месеца, а лятото – 2 – 3 месеца. Средната августовска температура варира от 16 °C – 19,6 °C на юг до 10,9 °C – 15,6 °C на север. През лятото по бреговете на острова се наблюдават продължителни мъгли, а през есента – чести тайфуни с ураганни ветрове и обилни дъждове. Средното количество годишни валежи по западното крайбрежие е 600 – 850 mm, в средните части 500 – 750 mm, а в планинските части 1000 – 1200 mm и са с летен максимум.

### Води
По характера на своето течение реките на остров Сахалин се делят на планински по западните и източните склонове на Сахалинските планини, равнинни – в Северосахалинската равнина и Поронайския блатен масив и реки от смесен тип. Около 4/5 от територията на острова принадлежи към водосборния басейн на Охотско море, а останалите 1/5 (югозападните части) – към басейна на Японско море. Подхранването им е смесено, като за реките в северните части преобладава снежното подхранване (до 60%), а за южните райони – дъждовното (до 45%). Речният им режим се характеризира с високо пролетно и лятно (началото на лятото) пълноводие в резултата на топенето на снеговете в равнините и планините, а летния и есенния максимум е свързан с влажните мусони и тайфуни през тези периоди. Сахалинските реки замръзват в средата на ноември на север и в началото на декември на юг, а се размразяват съответно – в началото на май и в средата на април. Най-големите реки на острова са Тим и Поронай, вливащи се Охотско море.
На остров Сахалин има 16 120 езера, като голяма част от тях са съсредоточени в северните и югоизточните му части и са предимно лагунни езера, разположени по крайбрежието. По долините на реките се срещат крайречни езера (старици), а в планините – вулканични, моренни и др. Болшинството от тях са сладководни, а покрай морското крайбрежие – засолени и солени. Най-големите сахалински езера са Невското (солено) на северния бряг на залива Търпение и Тунайча (солено) в Муравьовската низина, на Тонино-Анивския полуостров. Блатата и заблатените земи заемат площ от 6421 km2, 7,37% от територията на острова, като най-големи са Поронайския и Сусунайския блатни масиви.

### Почви, растителност, животински свят
В равнинните райони на север почвите са торфено-подзолисто-блатни с голямо количество глина, средно- и слабоподзолисти. В Поронайската и Сусунайската низини са предимно блатни, алувиално-ливадни и лимадно-глинести. В планините са развити кафявите горски неоподзолени и слабо оподзолени почви, а в Източносахалинските планини – планински подзолисти почви.
Флората на острова е предимно южноохотска, а на юг и югозапад в нея се срещат и северояпонски елементи. Преобладава рядката широколистна тайга. На юг от 52°с.ш. горите са предимно от аянски смърч и сахалинска ела, а на югозапад се засилва ролята на широколистните видове (даурска лиственица, клен, манчжурски ясен, монголски дъб и др.) и лиани. В горния планински пояс има участъци от Каменна бреза и клек, а по западните склонове на Западносахалинските планини – курилски бамбук. По долините широко разпространение има гигантската папрат и сахалинската елда.
Характерни животински видове са: кафява мечка, самур, рис, снежен овен, видра, кабарга, росомаха, горностай (вид сибирска белка) и северен елен.

## Историческа справка
Древните племена населявали острова са Айните, нивхите и евенките. През 1640 г. руският казак първопроходец Иван Москвитин открива северозападното крайбрежие на острова. Три години по-късно, през 1643 г. холандският мореплавател Мартин Геритсон де Фриз открива югоизточното и част от източното му крайбрежие. През 1645 г. друг руски първопроходец Василий Поярков по време на пътуването си в долното течение на Амур събира първите сведения за Сахалин. Югозападното крайбрежие на острова и протока Лаперуз, отделящ го от остров Хокайдо, са открити от френския мореплавател Жан-Франсоа Лаперуз през юли 1787 г. През май 1805 г. руският мореплавател Иван Крузенщерн по време на Първата руска околосветска експедиция преоткрива югоизточния и част от източния бряг на острова, а през юли и август открива и картира останалата част от източния и целия северен и северозападен бряг. През 1649 г. руският морски капитан Генадий Невелски окончателно доказва островното положение на Сахалин, а неговите лейтенанти Николай Бошняк и Дмитрий Орлов изследват и картират съответно западното, югозападното и югоизточното крайбрежие, а Николай Рудановски съставя първата достоверна карта на острова на базата на техните и своите изследвания.
На 26 януари (7 февруари) 1855 г. между Русия и Япония е подписан Самодският договор, според който остров Сахалин става съвместно владение на двете страни. През 1859 г. възникват първите руски селища на Сахалин. На 25 април (7 май) 1875 г. в Санкт Петербург е подписан нов договор, който предоставя целия остров Сахалин на Русия и той влиза в състава на Приморската област, като се управлява самостоятелно с административен център Александровски пост. През 1890 г. Сахалин е посетен от писателя Антон Чехов, който създава интересни пътеписи за него. След неблагоприятното за Русия приключване на Руско-японската война на 23 август (5 септември) 1905 г. в град Китъри (САЩ) е подписан Портсмутският мирен договор, който определя, че територията на юг от 50°с.ш. на остров Сахалин се предава на Япония.
През 1909 г. на територията на Северен Сахалин е образувана Сахалинска област с център град Александровск Сахалински. От 1918 до 1920 г. Северен Сахалин е завзет от белогвардейците, а от 1920 до 1925 г. е окупиран от Япония. От май 1925 г. Северен Сахалин е в състава на РСФСР, като от 1926 до 1930 г. е окръг в състава на Далекоизточния край на СССР. На 20 октомври 1932 г. е образувана Сахалинска област в състава на Далекоизточния край до 1938 г., а след това до 1948 г. – в състава на Хабаровския край. След приключването на Втората световна война южната част на остров Сахалин е присъединена към СССР. На 2 февруари 1946 г. е създадена Южносахалинска област, която включва присъединените от Япония територии. На 2 януари 1947 г. с указ на Президиума на Върховния съвет на СССР Южносахалинска област е заличена и е присъединена към Сахалинска област, която със същия указ излиза от състава на Хабаровски край и става самостоятелна област в състава на РСФСР.